# Elisa Garrido
Pour les articles homonymes, voir Garrido (homonymie).
Elisa Garrido Gracia, connue aussi comme La mañica ou Françoise, (1909-1990) est une militante antifasciste libertaire espagnole.
Garrido a été membre de la Confédération nationale du travail (CNT) qui a combattu les nationalistes espagnols durant la Guerre d'Espagne, à partir de 1936, puis les troupes allemandes en France pendant la Seconde Guerre mondiale. Elle est passée par diverses prisons et par trois camps de concentration endurant mauvais traitements et tortures. Alors qu'elle effectue des travaux forcés au sein du Kommando Hasag, elle saboté une usine d'obusiers en la dynamitant. Le gouvernement français l'a honorée de la Légion d'honneur.

## Biographie
Garrido nait dans la commune de Magallón en Aragón. Ses parents sont des militants anarchistes membres de la CNT. Elle émigre à Barcelone où elle rencontre Marino Ruiz de Angulo avec qui elle forme un couple. Après le coup d'État contre la Deuxième République, le 18 juillet 1936, et le début de la guerre civile espagnole, elle se porte volontaire, intégrant la caserne Ausias March à Barcelone d'où elle part pour le front d'Aragon.
Après la chute de la république, Garrido se réfugie en France, s'installe avec son compagnon dans la ville de Toulouse et rejoint les groupes clandestins d'aide aux exilés de la CNT. À la suite de l'invasion allemande de la France, le couple rejoint la Résistance française, au sein du réseau d'évasion du Groupe Ponzán, organisé par Francisco Ponzán. Ils effectuent des missions d'agents de liaison dans le département des Hautes-Alpes. C'est là qu'Elisa Garrido commence à être connue sous ses deux surnoms, La mañica et Françoise.
En octobre de 1943, Garrido est arrêtée à Toulouse par la Gestapo, qui la surveillait car elle était celle qui apportait chaque jour des vivres à Francisco Ponzán, alors emprisonné et était vraisemblablement son principal coursier. La Gestapo pratique sur elle différents types de torture afin d'obtenir des informations sur l'organisation de la résistance. Garrido garde le silence et est maintenue à l'isolement trois semaines. Elle est d'abord transférée à la prison Saint-Michel de Toulouse, puis à celle de la Santé de Paris et enfin à Compiègne. De là, elle est déportée le 30 janvier 1944 au camp de concentration de Ravensbrück, où elle arrive le 3 février de la même année et où elle est enregistrée sous le numéro 27219. En septembre 44, elle est transférée au Kommando Hasag, rattaché au camp de Buchenwald à Leipzig où, comme travailleuse forcée, elle est intégrée à une usine d'obusiers où elle doit fabriquer 7 000 obus par jour dans des conditions inhumaines. Garrido y mène diverses opérations de sabotage qui ont paralysé l'usine et l'ont partiellement détruite.
À la suite de ces actions, elle est renvoyée à Ravensbrück et admise au pavillon 28, où les autorités avaient l'habitude de placer ceux qu'ils allaient tuer. Elle effectue des tâches de déchargement de wagons de charbon et de pommes de terre jusqu'à ce que, après avoir été battue par des gardes, elle  se casse un bras et ne puisse plus travailler. Elle est alors incluse dans un échange de prisonniers organisé par la Croix-Rouge : elle est transférée à Francfort et, de là, au Danemark puis en Suède où elle est libérée à Stockholm. Enfin, elle est transférée à Paris, où elle restera jusqu'aux années 1950.
Elle est ensuite retournée en Espagne avec son compagnon, Marino. Ils s'installent pendant un certain temps dans la ville de Cortes en Navarre, où elle dirige un marché aux poissons et son compagnon travaille comme chauffeur de taxi. Après quelques années, le couple décide de rentrer en France.
Elle est décédée à Toulouse le 19 mars 1990.

## Reconnaissance
La France reconnaît son action de résistance pendant la Seconde Guerre mondiale, et plus particulièrement son action de sabotage ayant provoqué l'explosion d'une usine d'obus allemande. La Légion d'honneur et le grade honorifique de lieutenant de la Résistance française lui sont octroyés. Elle est titulaire du titre de déporté-résistant. 
Pendant l'organisation des Journées de la mémoire historique de Magallón Desenterrando el Silencio célébrées en 2018, le chercheur Juan Manuel Calvo Gascón, membre de l’Amicale de Mauthausen, a rendu hommage à Elisa Garrido.
Le 29 juin 2019, le conseil municipal de Magallón a inauguré une rue Elisa Garrido en périphérie de la ville. Quelques mois plus tard, en novembre de la même année, l'Association des parents et amis des personnes assassinées et enterrées à Magallón (AFAAEM) et la mairie de Magallón, avec la collaboration du Conseil provincial de Saragosse et du Parlement d'Aragon, ont organisé un hommage et un colloque auxquels ont participé les journalistes Ramón Lobo, Conchi Cejudo, Pilar Barranco et Gonzalo Barroso,. Par la suite, un hommage a de nouveau été rendu à Elisa Garrido sur la tombe de Magallón, lors d'une journée de mémoire démocratique à laquelle a participé l'auteur-compositeur-interprète Rozalén.

## Distinctions
- Chevalier de la Légion d'honneur